# Diocesi di Euaza
La diocesi di Euaza (in latino: Dioecesis Euazsensis) è una sede soppressa del patriarcato di Costantinopoli e una sede titolare della Chiesa cattolica.

## Storia
Euaza, nella valle del Caistro nell'odierna Turchia, è un'antica sede episcopale della provincia romana di Asia nella diocesi civile omonima. Faceva parte del patriarcato di Costantinopoli ed era suffraganea dell'arcidiocesi di Efeso.
La diocesi è documentata nelle Notitiae Episcopatuum del patriarcato di Costantinopoli fino al XII secolo.
Il primo vescovo noto di questa antica sede episcopale è Eutropio, che partecipò al concilio di Efeso del 431. In epoca incerta, probabilmente dopo la morte di Eutropio, il metropolita Memnone di Efeso nominò contro la sua volontà Bassiano, prete di Efeso, per la diocesi di Euaza. Per il suo persistente rifiuto di recarsi nella sua nuova sede, Bassiano venne scomunicato. Questa situazione persistette fino alla morte di Memnone (circa 443); il nuovo metropolita Basilio reintegrò Bassiano nella comunione ecclesiastica e nominò un nuovo vescovo per Euaza, probabilmente Olimpio.
Olimpio è documentato in due occasioni, avendo preso parte al cosiddetto brigantaggio di Efeso nel 449 e al concilio di Calcedonia nel 451, nei quali ebbe una parte significativa. Nel 449 fu tra i più accesi sostenitori dell'ortodossia del monaco Eutiche e fece parte della delegazione inviata dai padri conciliari per convincere i legati pontifici, Giulio di Pozzuoli e il diacono romano Ilario, ad intervenire al concilio. Nel 451 venne direttamente chiamato in causa nella seduta del 29 ottobre, durante la quale i padri conciliari affrontarono la questione dei due metropoliti efesini in disputa fra loro, Bassiano, l'ex vescovo eletto di Euaza che era diventato metropolita nel 444, e Stefano, che aveva deposto lo stesso Bassiano nel 448, perché aveva occupato la sede di Efeso con la forza. Olimpio, chiamato a dare la sua testimonianza sulla faccenda, confermò le parole di Stefano, e cioè che Bassiano era stato intronizzato con la forza e contro le regole canoniche.
Di Euaza sono noti altri due vescovi, Gregorio, che fu presente al concilio detto in Trullo del 692; e Nicodemo, che presenziò al secondo concilio di Nicea nel 787.
Nelle fonti letterarie, il nome della sede episcopale non è univoco. Nei concili del 431 e del 449 la città ha il nome di Euaza; nel concilio del 451 si trova la duplice denominazione di Euaza e di Teodosiopoli. Quest'ultimo nome tuttavia non si impose, perché nel Synecdemus (VI secolo) ritorna l'antico nome di Euaza, mentre in tutte le Notitiae Episcopatuum la diocesi è nota come Augaza. Euaza e Augaza si alternano nei concili del 692 e del 787.
Dal 1933 Euaza è annoverata tra le sedi vescovili titolari della Chiesa cattolica; il titolo finora non è stato assegnato.

## Cronotassi dei vescovi greci
- Eutropio † (menzionato nel 431) 
  - Bassiano † (dopo il 431) (vescovo eletto)
- Olimpio † (circa 443 - dopo il 451)
- Gregorio † (menzionato nel 692)
- Nicodemo † (menzionato nel 787)